# トスプランニング
株式会社トスプランニングは、株式会社東通企画の東京支社のメンバーが中心となり、1993年（平成5年）12月に設立された、テレビ番組の制作を中心とする制作プロダクションである。大株主は株式会社TBSアクト（旧・株式会社東通）。民放だけではなくNHKについても教育テレビなどの番組制作を請負っている。

## 役員
- 代表取締役社長：加地克也
- 取締役：小泉頼夫、安藤貴史
- 取締役相談役：矢田正機

## 所属スタッフ
- 加地克也（社長／チーフプロデューサー兼任演出）
- 永井恵一（専務／プロデューサー）
- 矢合清（ディレクター）
- 山本健雄（ディレクター）
- 轟千恵子（ディレクター）

## 主な番組

### 現在担当番組
- さんまのまんま（関西テレビ）
- 全国おもしろニュースグランプリ（テレビ朝日）
- テストの花道（NHK教育テレビ）
- もしものシミュレーションバラエティー お試しかっ!（テレビ朝日）
- Rの法則（NHK教育テレビ）
- 教えてもらう前と後（毎日放送）

### 過去担当番組
NHK
- 今教育を考える（NHK教育テレビ）
- 美しき日本 百の風景（NHKハイビジョン）

日本テレビ系
- 追跡「駅弁」「実演販売」
- スーパーテレビ情報最前線「ファミリーレストラン」
- 日曜スペシャル
- 誰も知らない泣ける歌
- SUPER SURPRISE

TBS系
- そこが知りたい「資格は人生の道標」
- JTドラマBOX『泣きたい夜もある』（毎日放送）

フジテレビ系
- 花王ファミリースペシャル「木村拓哉 カウボーイ体験記」「ナインティナインの修行時代」「解決!子供の疑問」（関西テレビ）
- 発掘!あるある大事典（関西テレビ）
- スターどっきり大作戦
- ハッピーバースデー!
- 少年隊夢
- こたえてちょーだい!
- まかせて!!エキスパ（関西テレビとの共同制作番組）
- 胸さわぎの土曜日
- 東京天使
- 通販DJ
- ザ・ジャッジシリーズ
  - ザ・ジャッジ! 〜得する法律ファイル
  - ザ・ジャッジEX
- もしも体感バラエティ if（関西テレビ）
- カスペ「芸能人駅伝部」「芸能人綱引部」
- なんで推理SHOW ハテナの出口

テレビ朝日系
- ドスペ!「オーパーツ」
- 学べる!!ニュースショー!